# Quiliarca
Quiliarca (em grego: χιλίαρχος/χιλιάρχης/χειλίαρχος; romaniz.: chiliarchos/chiliarches/cheiliarchos; lit. "chefe de mil") é uma patente militar datada da Antiguidade. O comando de um quiliarca é chamado quiliarquia (χιλιαρχία, chiliarchia).

## Grécia Antiga

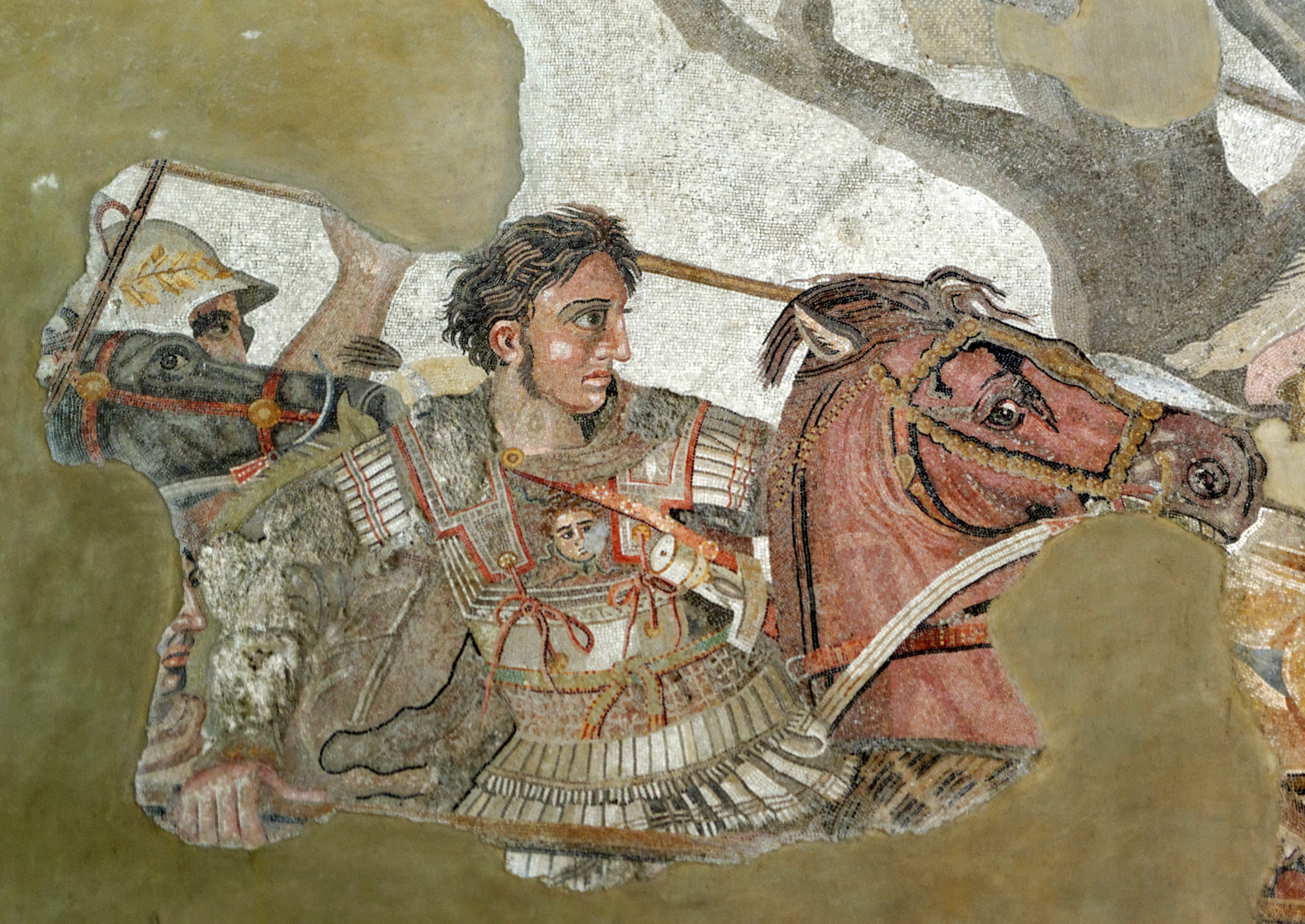
Alexandre Magno e seu cavalo Bucéfalo, na Batalha de Isso. Mosaico encontrado em Pompeia, hoje no Museu Arqueológico Nacional, em Nápoles.

No exército macedônio, um quiliarca foi o comandante de uma quiliarquia ou taxia de 1024 pezéteros e hipaspistas de infantaria pesada, subdivididos em 64 filas ou lóquios de 16 homens. Ao mesmo tempo, oficiais conhecidos como pentacosiarcas ("chefes de 500") são também mencionados ao lado dos quiliarcas sob Alexandre, o Grande e os exércitos ptolemaicos, aparentemente como oficiais subordinados. Além disso, o título de quiliarca foi usado como o equivalente grego do título persa aquemênida azarapates (hazahrapatish). O exército aquemênida foi organizado numa base decimal, e o azarapates era o comandante dos melóforos (em grego: μηλοφόροι; romaniz.: melophoroi; "porta-maças"), os 1 000 guardas pessoais dos reis aquemênidas. O último frequentemente desempenhou um papel análogo com o majordomo ou vizir de tempos posteriores.
O ofício persa foi, por sua vez, adotado por Alexandre, o Grande, e concedido pela primeira vez para Heféstio e após a morte dele para Pérdicas. Da mesma forma, Antípatro pouco antes de sua morte nomeou Poliperconte como estratego autocrator, mas então nomeou seu filho Cassandro como quiliarca e, assim, "segundo em autoridade" de acordo com Diodoro Sículo (XVIII.48.4–5). O ofício de inspiração persa não sobreviveu à subsequente prática helênica. Contudo, foi revivido nas dinastias arianas posteriores: enquanto sua existência do Império Parta é incerto, certamente existiu no século III sob o Império Sassânida (persa médio: hazārbed ou hazāruft). De acordo com o historiador armênio Elishe, foi equivalente ao grão-framadar ou primeiro-ministro. Do persa, o termo também passou em armênio como hazarapet e hazarwuxt.

## Períodos romano e bizantino

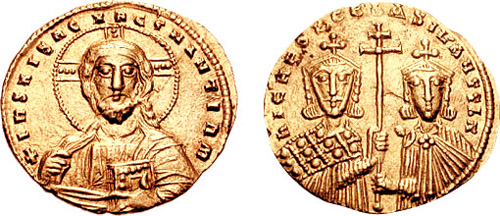
Histameno de ouro de r. com Basílio II no reverso

Depois os autores gregos empregaram o termo quiliarca para os tribunos militares romanos, com o tribuno laticlávio em particular se tornando quiliarca platísemo (em grego: χειλίαρχος πλατύσημος; romaniz.: cheiliarchos platysemos). No Império Bizantino, o título foi usado como alternativa eruditamente melhor para o posto de drungário, principalmente nos trabalhos literárias, enquanto no final do século X tornou-se um termo mais técnico quando Nicéforo II Focas (r. 963–969) instituiu unidades de 1 000 homens denominadas quiliarquias ou taxiarquias (com o quiliarca sendo também chamado taxiarca).

## Guerra de independência da Grécia
O título foi mais um vez usado durante a Guerra de independência da Grécia. Em janeiro de 1822, a Primeira Assembleia Nacional em Epidauro decidiu criar uma estrutura organizacional para as tropas irregulares dos vários líderes de guerra independentes, e instituir um número de quiliarquias (χιλιαρχίες), cada qual composta por dez centúrias (εκατονταρχίες) de 100 homens sob um centurião (εκατόνταρχος, ekatontarchos). Cada quiliarquia foi comandada por um quiliarca, com uma pequena equipe composta por um auxiliar do quiliarca (υποχιλίαρχος, ypochiliarchos), um subalterno conhecido como taxiarca, um doutor, um cirurgião, um furriel e um padre.
Em 1828, os quiliarcas foram reorganizados e reduzidos para três, cada um composto por dois pentacosiarcas (πεντακοσιαρχίες) de cinco centúrias cada, que compreendiam 1 120 no total. Cada quiliarca tinha uma pequena equipe formada por um adjunto, um secretário, um padre, um doutor, um tesoureiro e um intendente, enquanto um porta-bandeira e um trompetista estiveram alocados em cada pentacosiarquia. O modelo de quiliarquias de 1828 foi abolido após a batalha de Petra de julho de 1829, e 13 batalhões de infantaria leve (tagmas) foram formado em seu lugar.